# Martin Kučera (historik)
Martin Kučera (* 6. září 1958 Praha-Košíře) je český historik.

## Život
Rodák z pražských Košíř začínal po gymnaziální maturitě z kádrových důvodů v dělnické profesi a při zaměstnání vystudoval na Filozofické fakultě Univerzity Karlovy historii, filozofii a češtinu, poslouchal též přednášky z dějin umění a slovakistiky, externě absolvoval sedm semestrů bohosloví na Husově teologické fakultě. Od 1979 byl knihovníkem v Československé akademie věd, od 1986 vědecký aspirant a posléze vědecký pracovník dnešního Historického ústavu Akademie věd České republiky. V polovině 90. let pracoval v Památníku odboje a v Masarykovu ústavu. Od 2009 v invalidním důchodu, dlouhodobě spolupracuje s oddělením biografických studií Historického ústavu Akademie věd České republiky a autorsky i redakčně se podílí na Biografickém slovníku českých zemí. Badatelsky se od raného mládí orientoval na dějiny československého odboje za první světové války, později na dějiny české politické diferenciace na přelomu 19. a 20. století a otázky rozpadu rakousko-uherské monarchie, nakonec u něho převážil zájem o kulturní dějiny 19. a 20. století se zvláštním zřetelem k dějinám po druhé světové válce. Paralelně sleduje problematiku teorie historického poznání (vlastní metodologie dialektické strukturální hermeneutiky). Celoživotně se zabývá historickou prosopografií a dějinami slovenského básnictví. Dosáhl pozice nezávislého historika, který se důsledně řídí devizou historické práce jako služby nežijícím aktérům minulého dění.

## Publikace
monografie
- Pekař proti Masarykovi. Historik a politika. Praha: ÚTGM, 1995.
- Zprávy tajným inkoustem. Kapitola z dějin českého zpravodajství za první světové války. Praha: ÚTGM, 2003.
- Rakouský občan Josef Pekař. Kapitola z kulturně-politických dějin. Praha: Karolinum, 2005.
- Pražský Maigret. Osobní zápas legendárního kriminalisty. Praha: Academie, 2009.
- Kultura v českých dějinách 19. století. Ke zrodu, genezi a smyslu avantgard. Praha: Academie, 2011.
- Tázání po dějinném. Praha: Karolinum, 2012.
- Karel Berman. Kronika života operního pěvce. Praha: Academia, 2014.

knižně vydané překlady
- Blýskání nad Tatrou. Subjektivní antologie moderní slovenské poezie. Praha: Arista 2002.
- Ján Motulko, Čas Herodes (1948). Praha: Arista 2003.
- "Mor ho!" Antologie slovenské protiválečné poezie. Praha: Arista 2004.
- Konstantin Filosof, Proglas. Praha: Slovensko-český klub 2006.
- Ján Pješčak, Portrét právníka a kriminalisty. Praha: Orego 2007.
- Štefan Sandtner, Žalář můj žaltář. Praha: Slovensko-český klub 2008.

edice
- Dopisy Aloise Rašína politickým přátelům a staršímu bratru Josefovi z období perzekuce pokrokářského hnutí (1893-1895). Moderní dějiny, sv. 5, 1997, s. 179-280.
- Karel Kazbunda, Jaroslav Goll a Josef Pekař ve víru války světové. Stolice dějin na české univerzitě v Praze 1914-1918, sv. 4. Praha: Karolinum 2000.
- Lumír Čivrný, Co se vejde do života (s V. Karfíkem a Z. Brabcovou). Praha: Hynek 2000.
- Přemysl Kočí, Dobrý den, živote aneb Všechno je jinak. Praha: Arista 2000.
- František Bauer, Bismarck v mezinárodní politice po prusko-francouzské válce (1871-1890). Praha: HÚ AV ČR 2001.
- Korespondence T. G. Masaryk - Bedřich Hlaváč (s V. Doubkem). Praha: ÚTGM 2001.
- Na paměť Karla Kučery (se Z. Poustou, jméno neuvedeno). Praha: Archiv UK 2002.
- František Kutnar, Obrozenské vlastenectví a nacionalismus. Příspěvek k národnímu a společenskému obsahu češství doby obrozenské. Praha: Karolinum 2003.
- Karel Kazbunda, Sabina. Neuzavřený případ policejního konfidenta. Praha: Karolinum 2006.
- Zdeněk Václav Tobolka, Můj deník z první světové války. Praha: Karolinum 2008.
- Paměti Františka Jana Vaváka, souseda a rychtáře milčického, z let 1770-1816. Kniha VI-VII (1810-1816). Praha: Karolinum 2009.
- Václav Běhounek, Zelený anton. Plíživé kontravzpomínky. Praha: Národní archiv 2009.
- Václav Kaplický, Hrst vzpomínek z dospělosti. Praha: Národní archiv 2010.
- Václav Lacina, Co vám mám ještě povídat. Praha: Národní archiv 2011.
- Josef Pekař, O smysl českých dějin. Praha: Dauphin 2012.
- Jan Blahoslav Čapek, Antropismus. O nové lidství. Praha: ÚTGM 2014.